# Crazy Kids
Crazy Kids is een nummer uit 2013 van de Amerikaanse zangeres Kesha en de Amerikaanse Black Eyed Peas-rapper Will.i.am. Het is de derde single van Kesha's tweede studioalbum Warrior.
In het nummer worden electropop, hiphop, synthpop en poprock met elkaar gecombineerd. De bijdrage van Will.i.am aan het nummer kreeg negatieve reacties van veel muziekcritici, terwijl men over de videoclip wel enthousiast was. "Crazy Kids" haalde een bescheiden 40e positie in de Amerikaanse Billboard Hot 100. Verder werd het in nog een paar andere landen een klein hitje. In Nederland wist het nummer echter geen hitlijsten te behalen, terwijl het in Vlaanderen de 5e positie in de Tipparade haalde.